# 1656 en santé et médecine
| Années de la santé et de la médecine : 1653 - 1654 - 1655 - 1656 - 1657 - 1658 - 1659    |
| Décennies de la santé et de la médecine : 1620 - 1630 - 1640 - 1650 - 1660 - 1670 - 1680 |

Cet article présente les faits marquants de l'année 1656 en santé et médecine.

## Événements
- Avril : signature de l'édit du roi « portant établissement de l’hôpital général, pour le renfermement des pauvres mendiants de la ville et faubourgs de Paris[1] ».

## Publications
- Traduction anglaise des Institutiones medicinae (1611) et des De febribus libri quatuor (1619) de Daniel Sennert (1572–1637) sous le titre commun de Nine books of physick and chirurgery[2].

## Naissances
- 5 juin : Joseph Pitton de Tournefort (mort en 1708), médecin et botaniste français[3].

## Décès
- 24 avril : Thomas Fincke (né en 1561), mathématicien et médecin danois[4].